# Casa de la Vila (Sant Sadurní d'Osormort)
La Casa de la Vila és una casa consistorial eclèctica de Sant Sadurní d'Osormort (Osona) inclosa a l'Inventari del Patrimoni Arquitectònic de Catalunya.

## Descripció
Casa consistorial de planta rectangular amb un cos central que sobressurt en alçada i cobert a dues vessants amb el carener perpendicular a la façana situada al nord. Aquest cos consta de planta baixa, primer pis. Els laterals estan coberts també a dues vessants i amb el carener perpendicular a aquest i consten només de planta baixa. La façana es distribueix simètricament amb grups de tres finestres a cada costat, les quals tenen arcs triangulars. Al centre hi ha un portal amb l'angle arrodonit i una finestra de les mateixes característiques al damunt. Al primer pis hi ha un grup de tres finestres amb la central més alta i amb un trencaaigües. A migdia hi ha amplis portals a la planta i dues finestres al primer. A l'oest dos finestrals i tres finestres tapiades. A l'est un portal rectangular a la planta i tres finestres tapiades.

## Història
La casa de la vila, que a jutjar per la tipologia podríem situar-la a finals del segle xix principis del segle xx, està situada en una zona planera a la riba dreta de la Riera Major, prop de l'església romànica i de la casa Masfarrer. El terme de St. Sadurní d'Osormort es trobava sota el domini del castell de Sant Llorenç del Munt, amb la creació del comtat d'Osona i el 1396 passà al domini dels Cabrera que més tard s'uniren amb Epinelves. Al segle xviii passà a constituir-se com a batllia independent.